# Cơ chế thị trường
Cơ chế thị trường là tổng thể các yếu tố cung, cầu, giá cả và thị trường cùng các mối quan hệ cơ bản vận động dưới sự điều tiết của các quy luật thị trường trong môi trường cạnh tranh nhằm mục tiêu duy nhất là lợi nhuận.

## Khái quát
Cơ chế thị trường là quá trình tương tác lẫn nhau giữa các chủ thể (hoạt động) kinh tế trong việc hình thành giá cả, phân phối tài nguyên, xác định khối lượng và cơ cấu sản xuất. Sự tương tác của các chủ thể tạo nên những điều kiện nhất định để nhà sản xuất, với hành vi tối đa hóa lợi nhuận, sẽ căn cứ vào giá cả thị trường để quyết định ba vấn đề: sản xuất cái gì, sản xuất như thế nào, sản xuất cho ai. Ngược lại, hoạt động của các chủ thể tạo nên sự tương tác nói trên. Như vậy, cơ chế thị trường là hình thức tổ chức kinh tế, trong đó các quan hệ kinh tế tác động lên mọi hoạt động của nhà sản xuất và 1 người tiêu dùng trong quá trình trao đổi.
Theo lý thuyết của các nhà kinh tế học phúc lợi thì cơ chế thị trường là cách thức tự động phân bổ tối ưu các nguồn lực của nền kinh tế. Đó là vì, khi mỗi nhà sản xuất đều căn cứ vào giá cả thị trường để có quyết định về sản xuất, sẽ không có sản xuất thừa, cũng sẽ không có sản xuất thiếu. Trong nền kinh tế thị trường, mọi hoạt động sản xuất và trao đổi hàng hóa giữa người sản xuất và người tiêu dùng được vận hành do sự điều tiết của quan hệ cung cầu. Phúc lợi kinh tế được đảm bảo do không có tổn thất xã hội.
Đặc trưng cơ bản nhất của cơ chế thị trường là động lực lợi nhuận, nó chỉ huy hoạt động của các chủ thể. Trong kinh tế thị trường, đặc điểm tự do lựa chọn hình thức sản xuất kinh doanh, tự chịu trách nhiệm: 'lãi hưởng lỗ chịu', chấp nhận cạnh tranh, là những điều kiện hoạt động của cơ chế thị trường. Sự tuân theo cơ chế thị trường là điều không thể tránh khỏi đối với các doanh nghiệp, nếu không sẽ bị đào thải.
Tuy nhiên, để cơ chế thị trường thực hiện tốt được chức năng của mình, thì các điều kiện sau đây phải được thỏa mãn: thị trường phải có cạnh tranh hoàn hảo, thông tin đối xứng, không có các ảnh hưởng ngoại lai, không có đầu cơ, không có vi phạm đạo đức kinh doanh v.v... Tuy nhiên, trong thực tế không có nước nào đáp ứng hoàn hảo các điều kiện này, nên có những trường hợp cơ chế thị trường sẽ không thể phân bổ tối ưu các nguồn lực kinh tế, thậm chí góp phần gây ra khủng hoảng kinh tế. Khi đó sẽ có thất bại thị trường.

## Hình thức
Làm thế nào để giải quyết ba vấn đề cơ bản của Kinh tế học là sản xuất cái gì? sản xuất như thế nào? và phân phối cho ai? Có ba cách cơ bản là: Cơ chế chỉ huy tập trung, cơ chế thị trường tự do và cơ chế hỗn hợp.

### Cơ chế chỉ huy tập trung
Thực chất là cơ chế mệnh lệnh, là một xã hội Chính phủ đề ra mọi quyết định về sản xuất và tiêu dùng. Cơ quan quản lý nhà nước sẽ quyết định sẽ sản xuất cái gì, sản xuất như thế nào và sản xuất cho ai. Sau đó các hướng dẫn cụ thể sẽ được phổ biến tới các hộ sản xuất gia đình, các doanh nghiệp.
Quá trình như vậy là một nhiệm vụ rất phức tạp và không tồn tại một nền kinh tế mệnh lệnh hoàn chỉnh, trong đó tất cả các quyết định về phân bổ nguồn lực được tiến hành theo phương pháp này. Tất nhiên việc xây dựng một kế hoạch như vậy, trong đó không chỉ xác định chính xác số lượng từng loại sản phẩm phải sản xuất mà còn ấn định cả giá cả, theo đó các sản phẩm này được bán cho người tiêu dùng là một công việc khổng lồ. Chỉ cần nhà quản lý phạm sai lầm là có thể dẫn đến tình trạng dư thừa hay thiếu hụt to lớn một loại sản phẩm nào đó. Trước năm 1986, Chính phủ Việt Nam đã áp dụng cơ chế này.

### Cơ chế thị trường tự do
Cơ chế thị trường tự do, các đơn vị cá biệt được tự do tác động lẫn nhau trên thị trường. Nó có thể mua sản phẩm từ các đơn vị kinh tế này hoặc bán sản phẩm cho các đơn vị kinh tế khác. Trong một thị trường, các giao dịch có thể thông qua trao đổi bằng tiền hay trao đổi bằng hiện vật (hàng đổi hàng). Việc hàng đổi hàng gặp không ít phức tạp, đôi khi không có hàng cần để trao đổi lẫn cho nhau; ví dụ, có khi khó tìm ra người đổi xe máy lấy một cây đàn. Do đó việc đưa tiền tệ vào làm vật trung gian cho sự trao đổi đã làm thuận lợi rất nhiều cho những cuộc giao dịch. Trong một nền kinh tế thị trường hiện đại, người ta mua hoặc bán các sản phẩm và dịch vụ thông qua tiền tệ.
Trong cơ chế thị trường, vấn đề giá cả đã quyết định việc mua cái gì và bán cái gì. Việc phân bổ nguồn lực thông qua hệ thống giá cả. Quá trình điều chỉnh giá cả sẽ khuyến khích xã hội phân bố lại các nguồn lực để phản ánh được sự khan hiếm đã tăng lên của một loại hàng hóa nào đó.
Thị trường mà nhà nước không can thiệp vào gọi là thị trường tự do. Các cá nhân trên thị trường tự do theo đuổi quyền lợi của riêng mình bằng cách cố gắng làm càng nhiều cho mình càng tốt tùy theo khả năng của mình, không có ai trợ giúp hoặc can thiệp của Chính phủ. Với những động cơ cá nhân như vậy, nhưng chính điều đó đã làm cho xã hội khá giả lên bằng cách tạo ra những việc làm và những cơ hội mới. Chính vì vậy, mà đường giới hạn khả năng sản xuất dịch ra xa hơn.

### Cơ chế hỗn hợp
Thị trường tự do cho phép các cá nhân theo đuổi lợi ích riêng của mình mà không có sự can thiệp khống chế nào của Chính phủ. Kinh tế mệnh lệnh để cho tự do cá nhân về kinh tế một phạm vi rất hẹp, vì hầu hết các quyết định đều do Chính phủ đưa ra. Giữa hai thái cực đó là khu vực kinh tế hỗn hợp.
Trong một nền kinh tế hỗn hợp, khu vực nhà nước và khu vực tư nhân tương tác với nhau trong việc giải quyết các vấn đề cơ bản của nền kinh tế. Chính phủ kiểm soát một phần đáng kể của sản lượng thông qua việc đánh thuế, thanh toán chuyển giao cung cấp các hàng hóa và dịch vụ như lực lượng vũ trang, cảnh sát. Chính phủ cũng điều tiết mức độ theo đuổi lợi ích cá nhân.
Trong cơ chế hỗn hợp, Chính phủ cũng có thể đóng vai trò là nhà sản xuất các hàng hóa tư nhân thông qua các doanh nghiệp có vốn chi phối của nhà nước.

## Đặc trưng
- Việc phân bố sử dụng các nguồn tài nguyên, nguyên liệu đầu vào về cơ bản được giải quyết theo quy luật của kinh tế thị trường mà cốt lõi là quy luật cung cầu.
- Các mối quan hệ kinh tế thị trường đều được tiền tệ hoá.
- Động lực chính phát triển kinh tế là lợi nhuận thu được.
- Việc sản xuất kinh doanh và tiêu dùng sản phẩm do hai phía cung và cầu quyết định.
- Môi trường, động lực, phương tiện thúc đẩy sản xuất kinh doanh phát triển là cạnh tranh.
- Nhà sản xuất là nhân vật trung tâm và khách hàng chi phối người bán trên thị trường.
- Có sự chênh lệch giàu nghèo trong xã hội.
- Có bất cập cần có sự điều tiết của nhà nước như môi trường, khủng khoảng và nhiều vấn đề xã hội.
- Có xu hướng phát triển kinh tế mang tính hội nhập khu vực và quốc tế.

### Các yếu tố cấu thành
Giá cả thị trường
Cầu hàng hóa
Cung hàng hóa
Sự cạnh tranh